# 山崎伝之助

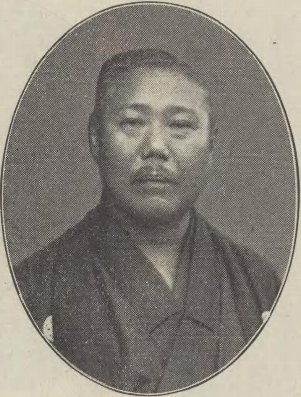
山崎伝之助

山崎 伝之助（やまざき でんのすけ、明治4年6月8日（1871年7月25日） - 昭和16年（1941年）2月7日）は、衆議院議員（立憲民政党）、ジャーナリスト。

## 経歴
和歌山県有田郡糸我村（現在の有田市）出身。1900年（明治33年）に日本法律学校（現在の日本大学）を卒業した。帰郷後、南海公論社、ついで和歌山日日新聞社を創設し、社長に就任した。1915年（大正4年）からは和歌山県会議員を務めた。
1928年（昭和3年）、第16回衆議院議員総選挙に出馬し、当選。1930年（昭和5年）の第17回衆議院議員総選挙でも再選された。

## 著書
- 『和歌山県人材録』（1920年、和歌山日日新聞社）
- 『大言壮語録』（1921年、和歌山日日新聞社）
- 『世相録』（1932年、酒と人生社）
- 『新聞人之声』（1938年、和歌山日日新聞社）